# تل عشترة
تل عشترة هي مدينة وتلة أثرية تقع جنوب العاصمة السورية دمشق، يعود تاريخها الى العصر البرونزي، وذكرت في الكتاب المقدس بإسم أشتاروث.